# (3136) Anshan
(3136) Anshan ist ein Asteroid des Hauptgürtels, der am 18. November 1981 am Purple-Mountain-Observatorium in Nanjing entdeckt wurde.
Der Name des Asteroiden ist von der Stadt Anshan in der chinesischen Provinz Liaoning abgeleitet.